# Speak of the devil
Speak of the devil is een studioalbum van John Abercrombie (niet te verwarren met het album van Ozzy Osbourne uit 1982). Hij keerde daarmee terug naar de samenstelling gitaar, hammondorgel en slagwerk. De heren namen het album op in de Rainbow Studio te Oslo onder leiding van geluidstechnicus Jan Erik Kongshaug. Barbara Wojirsch zorgde voor de lay-out van het album.

## Musici
- John Abercrombie – gitaar
- Dan Wall – hammondorgel
- Adam Nussbaum – slagwerk

## Muziek
| Nr. | Titel                                       | Duur |
| --- | ------------------------------------------- | ---- |
| 1.  | Angel food (Wall)                           | 7:55 |
| 2.  | Now and again (Abercrombie, Nussbaum, Wall) | 6:16 |
| 3.  | Mahat (Abercrombie, Naussbaum, Wall)        | 8:27 |
| 4.  | Chorale (Abercrombie)                       | 8:21 |
| 5.  | Farewell (Abercrombie)                      | 6:16 |
| 6.  | BT-U (Nussbaum)                             | 6:22 |
| 7.  | Early to bed (Abercrombie)                  | 8:20 |
| 8.  | Dreamland (Wall)                            | 9:12 |
| 9.  | Hell’s gate (Wall)                          | 7:07 |